# Bodzianske Lúky
Bodzianske Lúky (in ungherese Bogyarét) è un comune della Slovacchia facente parte del distretto di Komárno, nella regione di Nitra.